# Élections à l'Assemblée nationale népalaise de 2024
Les élections à l'assemblée nationale népalaise de 2024 ont lieu le 25 janvier 2024 afin de renouveler au scrutin indirect un tiers des membres de l'assemblée nationale, la chambre haute du Népal.
Les élections voient la victoire de la coalition gouvernementale, les candidats communs de ses quatre principaux partis — le Congrès népalais, le Parti communiste unifié du Népal (maoïste), le Parti communiste du Népal (socialiste unifié) et le Parti socialiste populaire — remportant la plupart des sièges au détriment du principal parti d'opposition, le Parti communiste du Népal (marxiste-léniniste unifié).

## Contexte

### Renouvellement par tiers de l'Assemblée en 2022
Les graves dissensions au sein du Parti communiste du Népal, au pouvoir au niveau national depuis les élections législatives de 2017 mènent en mai 2021 à la chute du gouvernement du Premier ministre sortant Khadga Prasad Sharma Oli. La dissolution du Parlement est cependant invalidée par deux fois par la Cour suprême, jusqu'au vote de confiance le 16 juillet suivant du nouveau Premier ministre Sher Bahadur Deuba, qui réunit les soutiens des députés de son parti, le Congrès népalais, ainsi que des dissidents du Parti communiste,.
L'éclatement du Parti communiste — officialisé par une décision de la Cour suprême ayant invalidée la fusion de ses composantes trois ans plus tôt — aboutit à une multiplication des partis présents à l'assemblée lors du renouvèlement par tier de l'assemblée en janvier 2022, les communistes se divisant entre Parti communiste du Népal (marxiste-léniniste unifié), Parti communiste unifié du Népal (maoïste) et Parti communiste du Népal (socialiste unifié). Ganesh Prasad Timilsina parvient néanmoins à se maintenir à la présidence de l'assemblée, poste qu'il occupe depuis sa création en 2018. Le renouvèlement de son siège doit intervenir pour la première fois en 2024.

### Élection de la Chambre des représentants en 2022
Les résultats des élections législatives de novembre 2022 visant au renouvèlement de la Chambre des représentants sont contrastés. Comme en 2017, le Parti communiste marxiste-léniniste unifié arrive en tête des suffrages, suivi du Congrès népalais et du Parti communiste unifié maoïste, mais les deux partis communistes enregistrent un fort recul après deux années de dissensions. De même, les partis de la coalition sortante menée par le Congrès népalais de Sher Bahadur Deuba obtiennent un total cumulé de siège supérieur à celui de tout autre groupe, mais ne parviennent pas à obtenir la majorité absolue. Formée par la réunion en 2021 de la quasi-totalité de l'opposition, la coalition souffre par ailleurs de sa composition hétéroclite, qui allie les maoïstes à leurs adversaires congressistes des élections précédentes. L'absence de majorité claire conduit à de difficiles négociations en vue de la formation d'un gouvernement de coalition,.
Le scrutin aboutit initialement à un retournement d'alliance : le Parti communiste maoïste se rallie au Parti communiste marxiste-léniniste, reformant ainsi leur coalition de 2017, élargie à plusieurs autres partis. En échange de son ralliement, le dirigeant des maoïstes, Pushpa Kamal Dahal, obtient le poste de Premier ministre. La coalition ne tient cependant que trois mois, l'élection présidentielle de mars 2023 étant l'occasion pour Dahal de négocier le retour à la coalition préexistante entre maoistes et Congrès népalais tout en se maintenant au poste de Premier ministre, en échange de l'élection à la présidence en mars 2023 de Ram Chandra Poudel, membre du Congrès népalais,.

### Élections municipales et provinciales de 2022
Le scrutin de 2024 est le premier à avoir lieu depuis le renouvellement du collège électoral lors des élections municipales et provinciales de mai 2022, les précédents scrutins en janvier 2018, 2020 et 2022 ayant été effectué par les électeurs municipaux et provinciaux élus en 2017.

## Système électoral

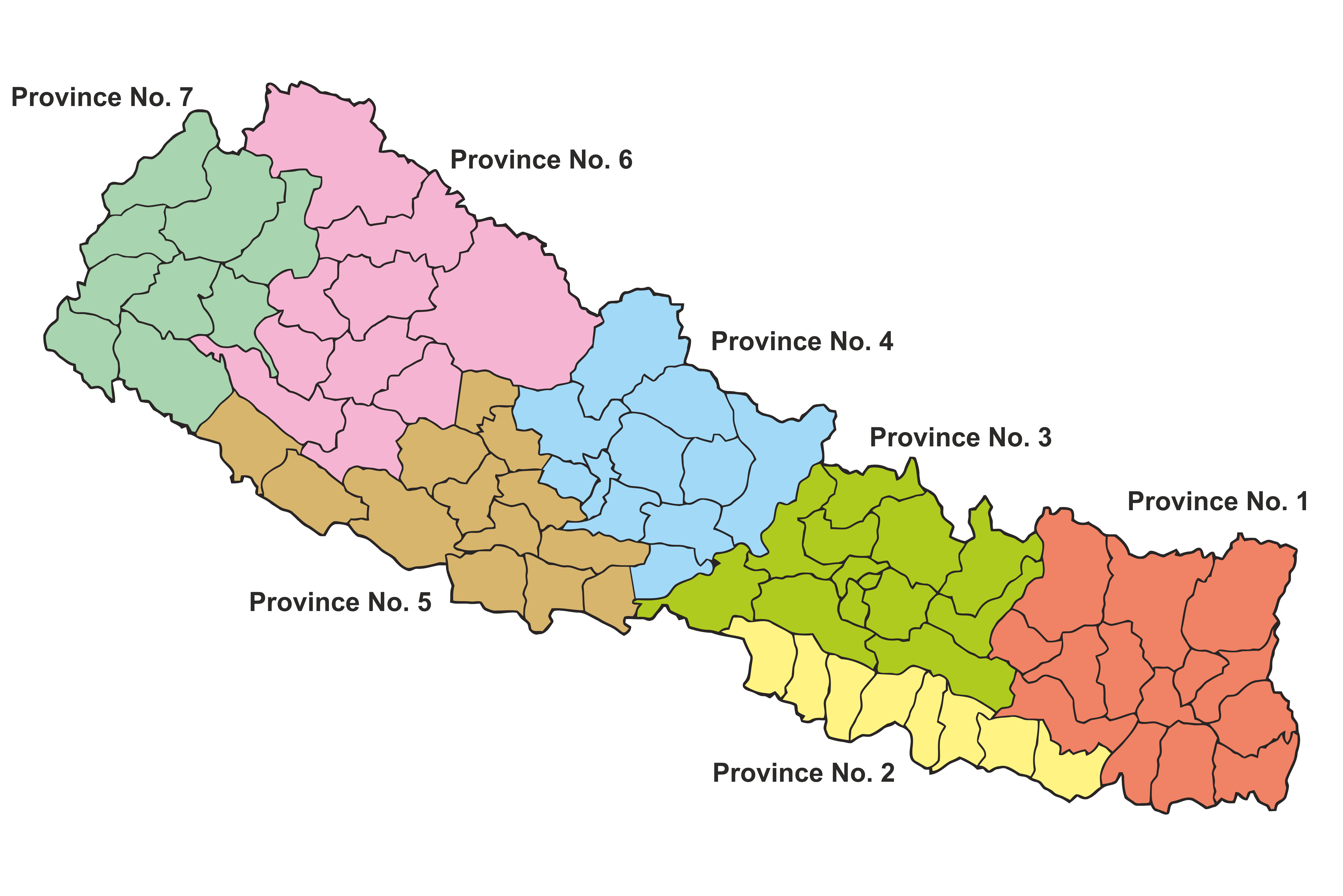
Les sept provinces du Népal.

L'Assemblée nationale du Népal (राष्ट्रिय सभा, Rastriya Sabha) est la chambre haute de son parlement bicaméral, dit Parlement fédéral. Elle est composée de 59 membres dont 56 élus au scrutin indirect et 3 nommés par le président pour des mandats de six ans. Le renouvellement de la chambre a lieu par tiers tous les deux ans. 
Trois membres dont au moins une femme sont nommés par le président du Népal sur recommandation du gouvernement. Les autres membres de l'assemblée sont élus de manière indirecte par les élus des provinces et des municipalités, à raison de 8 sièges pour chacune des sept provinces du Népal, dont trois réservés aux femmes, un aux intouchables, et un aux handicapés ou membres d'une minorité. Les sièges ordinaires et ceux réservés aux femmes sont pourvus selon un système à finalité proportionnelle, le vote à second tour instantané, tandis que les deux autres le sont au scrutin uninominal majoritaire à un tour. Le collège électoral est composé des membres des assemblées provinciales, ainsi que des maires, maires adjoints et autres membres de l’exécutif des communes de chaque province. Les voix des élus au niveau provincial ont un « poids » de quarante huit et celles des autres de dix huit. Des bulletins de couleurs différentes sont utilisés pour les différencier plus facilement : vert pour les élus des provinces et rouge pour ceux des municipalités.
En pratique, le renouvellement des 59 membres de l'assemblée ayant lieu par tiers, seuls 19 ou 20 d'entre eux sont renouvelés tous les deux ans. Dans chacune des sept provinces, un siège ordinaire et un siège réservé aux femmes sont remis en jeu, soit 14 sièges. La plupart des provinces ne renouvèlent que ces derniers, une ou plusieurs provinces renouvelant également un siège réservé aux intouchables ou un siège réservé aux handicapés ou membres d'une minorité. Une province peut plus rarement être amenée à renouveler les quatre types de sièges lors d'un même scrutin, ce qui amène ainsi les électeurs à remplir quatre bulletins séparés. 
Sur les bulletins concernant les sièges pourvus au vote à second tour instantané, les électeurs classent les candidats qu'ils souhaitent voir élus par ordre de préférence en écrivant le chiffre 1, 2 ou 3 à côté de leur nom. Les bulletins comportant plus de trois préférences sont considérés comme nuls. Lors du dépouillement, le candidat qui réunit la majorité absolue des voix dans sa circonscription est élu. A défaut, le candidat arrivé en dernier est éliminé, et les secondes préférences de ses électeurs sont répartis aux autres candidats. L'opération est répétée jusqu'à ce qu'un candidat obtienne de manière cumulée la majorité absolue.
Pour les bulletins concernant les autres sièges, pourvus au scrutin uninominal majoritaire à un tour, les électeurs votent en cochant le nom d'un seul candidat. Le candidat ayant réunit le plus de voix est élu.
Un total de 2 056 grands électeurs participent au scrutin, dont les 550 membres des sept assemblées provinciales ainsi que 1 506 élus municipaux. Le renouvellement opéré en 2024 est le premier à avoir lieu via des provinces entièrement nommé, la plupart d'entre elles ayant mis des années à se voir donner un nom, continuant ainsi à être officiellement appelé « Province 1, 2, 3 etc... ».
| Électeurs   | Province | Province | Province | Province | Province | Province | Province      |
| Électeurs   | Koshi    | Madhesh  | Bagmati  | Gandaki  | Lumbini  | Karnali  | Sudurpashchim |
| ----------- | -------- | -------- | -------- | -------- | -------- | -------- | ------------- |
| Provinciaux | 93       | 107      | 110      | 60       | 87       | 40       | 53            |
| Municipaux  | 274      | 272      | 238      | 170      | 218      | 158      | 176           |
| Total       | 367      | 379      | 348      | 230      | 305      | 198      | 229           |

### Conditions de candidature
Les élections, qui doivent avoir lieu au moins 35 jours avant la fin du mandat des membres sortant le 3 mars 2024, sont fixées le 29 novembre 2023 au 25 janvier 2024. Vingt sièges sont concernés, dont un d'un membre nommé par la présidence. Les candidats ont jusqu'au 8 janvier 2024 pour soumettre leur candidature.
Pour être candidat, les conditions suivantes doivent être réunies :
- Être citoyen du Népal
- Avoir au moins 35 ans
- Être inscrit sur les listes électorales
- Ne pas avoir de casier judiciaire
- Ne pas être sujet à une inéligibilité issue d'une loi fédérale
- Ne pas occuper de poste dont la rémunération est assurée par le gouvernement népalais
- S'être enregistré en tant que candidat auprès de la Commission électorale népalaise (CEN)

Les candidats peuvent se présenter en tant qu'indépendant ou bien sous l'étiquette d'un parti, sous réserve que celui-ci se soit lui-même fait enregistrer avant la date limite un mois environ avant le scrutin.

## Résultats
|        |                                                       |             |        |        |             |               |  |  |  |
| Partis | Partis                                                | Sièges      | Sièges | Sièges | Sièges      | Sièges        |  |  |  |
| Partis | Partis                                                | Total avant | En jeu | Élus   | Total après | +/-           |  |  |  |
|        | Parti communiste unifié du Népal (maoïste)            | 15          | 3      | 5      | 17          | 2             |  |  |  |
|        | Congrès népalais                                      | 10          | 4      | 10     | 16          | 6             |  |  |  |
|        | Parti communiste du Népal (marxiste-léniniste unifié) | 17          | 8      | 1      | 10          | 7             |  |  |  |
|        | Parti communiste du Népal (socialiste unifié)         | 8           | 2      | 2      | 8           | en stagnation |  |  |  |
|        | Parti socialiste populaire du Népal                   | 3           | 1      | 1      | 3           | en stagnation |  |  |  |
|        | Parti socialiste démocratique                         | 1           | 0      | 0      | 1           | en stagnation |  |  |  |
|        | Front populaire national                              | 1           | 0      | 0      | 1           | en stagnation |  |  |  |
|        | Indépendants                                          | 1           | 1      | 0      | 0           | 1             |  |  |  |
|        | Membres nommés                                        | 3           | 1      | 1      | 3           | en stagnation |  |  |  |
|        |                                                       |             |        |        |             |               |  |  |  |
| Total  | Total                                                 | 59          | 20     | 20     | 59          | en stagnation |  |  |  |

## Analyse
Le scrutin voit s'opposer 51 candidats issus de huit partis politiques. La participation s'élève à 99,32 %, seuls une poignée de grand électeurs s'étant abstenus,. Il conduit à une victoire de la coalition au pouvoir, les quatre principaux partis la composant — le Congrès népalais, le Parti communiste unifié du Népal (maoïste), le Parti communiste du Népal (socialiste unifié) et le Parti socialiste populaire — s'étant préalablement entendus sur des candidatures communes. Leur victoire se fait principalement au détriment du Parti communiste du Népal (marxiste-léniniste unifié), grand perdant du scrutin.
Les nouveaux membres de l'assemblée doivent prêter serment le 3 mars 2024 avant d'intégrer les séances le jour même. Le renouvellement du membre nommé par la présidence  intervient généralement plusieurs mois après les élections,.